# Bothwell Castle

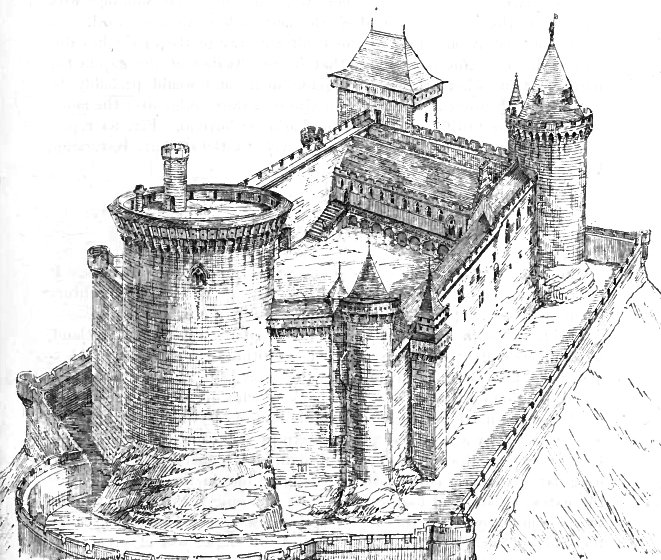
Rekonstruktion des Ende
des 14. Jh. geplanten Zustandes.

Bothwell Castle ist eine Burgruine in Schottland. Sie steht am Rand der Ortschaft Bothwell in der Council Area South Lanarkshire am rechten Ufer des Clyde. 1971 wurde das Bauwerk in die schottischen Denkmallisten in der höchsten Denkmalkategorie A aufgenommen. Die Einstufung wurde jedoch 2016 aufgehoben. Weiterhin ist die Anlage als Scheduled Monument geschützt. Die Burg gilt als „eines der bedeutendsten weltlichen Bauwerke des Mittelalters in Schottland [...] und [...] eine der imposantesten der früheren mittelalterlichen Burgen Schottlands.“

## Lage
Die Burg liegt auf einem Plateau über dem hier recht tief eingeschnittenen Clyde. Ob der Ort aus strategischen Gesichtspunkten gewählt wurde, ist nicht bekannt. Allerdings wählten die Bauherren einen politisch bedeutenden Standort an zentraler Stelle der reichen Baronie Bothwell. Ebenfalls konnte eine Burg an dieser Stelle hervorragend dazu dienen, den Status des Burgherren hervorzuheben.

## Geschichte
Im Jahre 1242 gelangten die Ländereien in den Besitz von Walter de Moravia (auch Walter Moray) aus dem Clan Murray. Noch vor Beginn der Schottischen Unabhängigkeitskriege 1296 begann Walter oder sein Sohn William mit dem Bau der Burg. Der Plan war es, eine der stärksten Festungen Schottlands zu errichten. Dazu wurde mit dem Bau eines beeindruckenden Zentralturms von 20 m Durchmesser und 30 m Höhe begonnen. Er sollte das Kernbauwerk einer Festung sein, die sich über mehr als 0,75 ha erstrecken sollte. Es waren vier weitere Türme und ein Torhaus vorgesehen. Bis zum Beginn der Unabhängigkeitskriege konnten der Große Turm und ein kleinerer Nebenturm fertig gestellt werden. Während des Krieges belagerten die Truppen Eduards I. die Burg mindestens zwei Mal, am folgenreichsten war die Belagerung und Erstürmung der Burg im Jahre 1301, bei der der Große Turm schwer beschädigt wurde. Nach der Einnahme übergab der König die Burg an Aymer de Valence, dem sie für den Rest des Krieges als wichtiger Stützpunkt diente.
Nach diversen Kämpfen um die Burg und Besitzerwechseln wurde der Große Turm 1337 nur teilweise repariert. Archibald the Grim veranlasste 1362 den abermaligen Aufbau von Bothwell Castle. In die Hände der schwarzen Linie des Clan Douglas gelangt, wurden 1455 die Befestigungsanlagen ausgebaut. 1492 ging es an die rote Linie der Douglas’ über. Es folgte eine weitere Reihe von Besitzern, unter denen die Burg weder sonderlich gut gepflegt noch ausgebaut wurde.
Zwischenzeitlich bereits zu einer Ruine verfallen, erhielt der Earl of Forfar die Burg im 17. Jahrhundert. Er nutzte das Steinmaterial zum Aufbau eines Herrenhauses. Nachdem die Ländereien im 19. Jahrhundert in den Besitz des Clans Home gelangt waren, fiel die Ruine im folgenden Jahrhundert schließlich dem Staat zu.

## Architektur
Die Ruine lässt noch sehr gut den Zustand im 14. Jahrhundert erkennen. Die rechteckige Anlage besteht aus Hauptmauern, die mehr als 15 m hoch sind, vier noch erkennbaren Türmen und einem großen Wohnhaus. An der Westseite befindet sich der Zentralturm, von dem heute nur noch knapp die Hälfte der Mauern steht. Im Südwesten folgt ein kleinerer Turm, an der Südostecke ein großer, gut erhaltener Rundturm, der heute oft als Douglas Tower bezeichnet wird. Die ganze Ostseite nimmt ein Wohnhaus ein, an dem man sehr gut die Fenster der großen Halle und die Reste einer Kapelle erkennen kann. An der Nordostecke stand ein rechteckiger Turm, von dem nur noch die Grundmauern erhalten sind. Dieser rechteckige Turm war der zentrale Wohnturm während des 15. Jahrhunderts. Wahrscheinlich hatte er ähnliche Ausmaße wie der alte Zentralturm im Westen. Die Toranlage lag in der Nordwand, von ihr ist nichts mehr erhalten.
Im Zentralturm gibt es noch vergleichsweise viele Elemente aus der Bauzeit, wie das Zugangstor mit Anlagen für Fallgatter, ausgearbeitete Fensternischen, Wendeltreppen, Reste eines Brunnens und den Zugang zum Südwestturm.

## Fotos

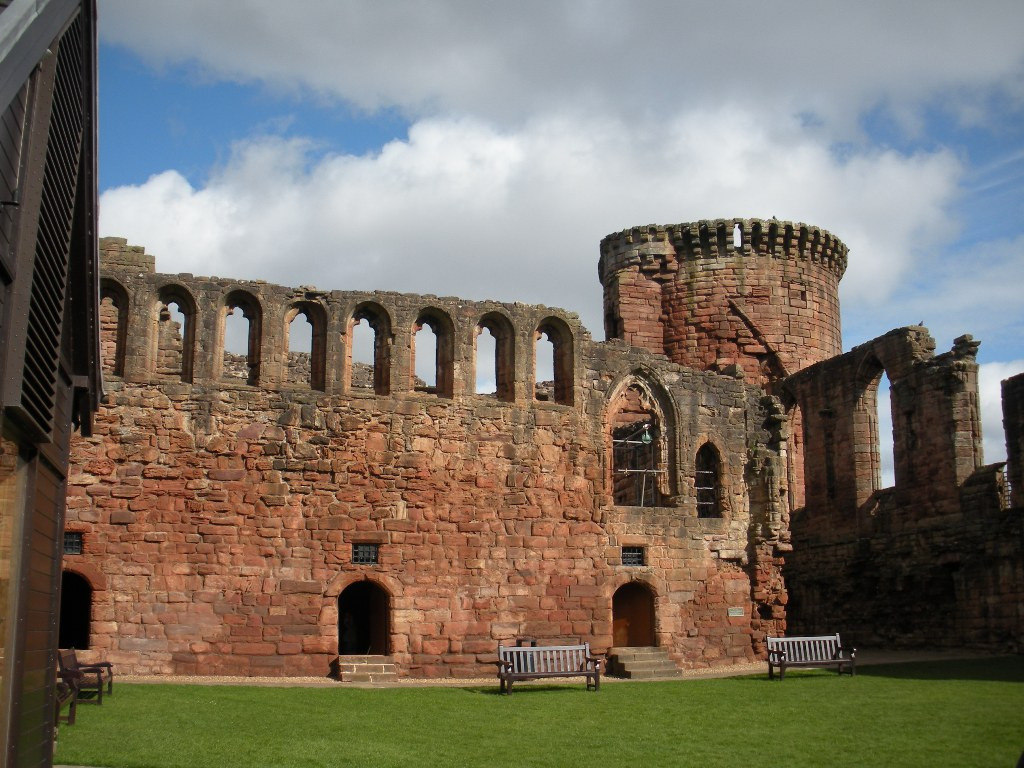
Innenhof mit Halle und Douglas Tower
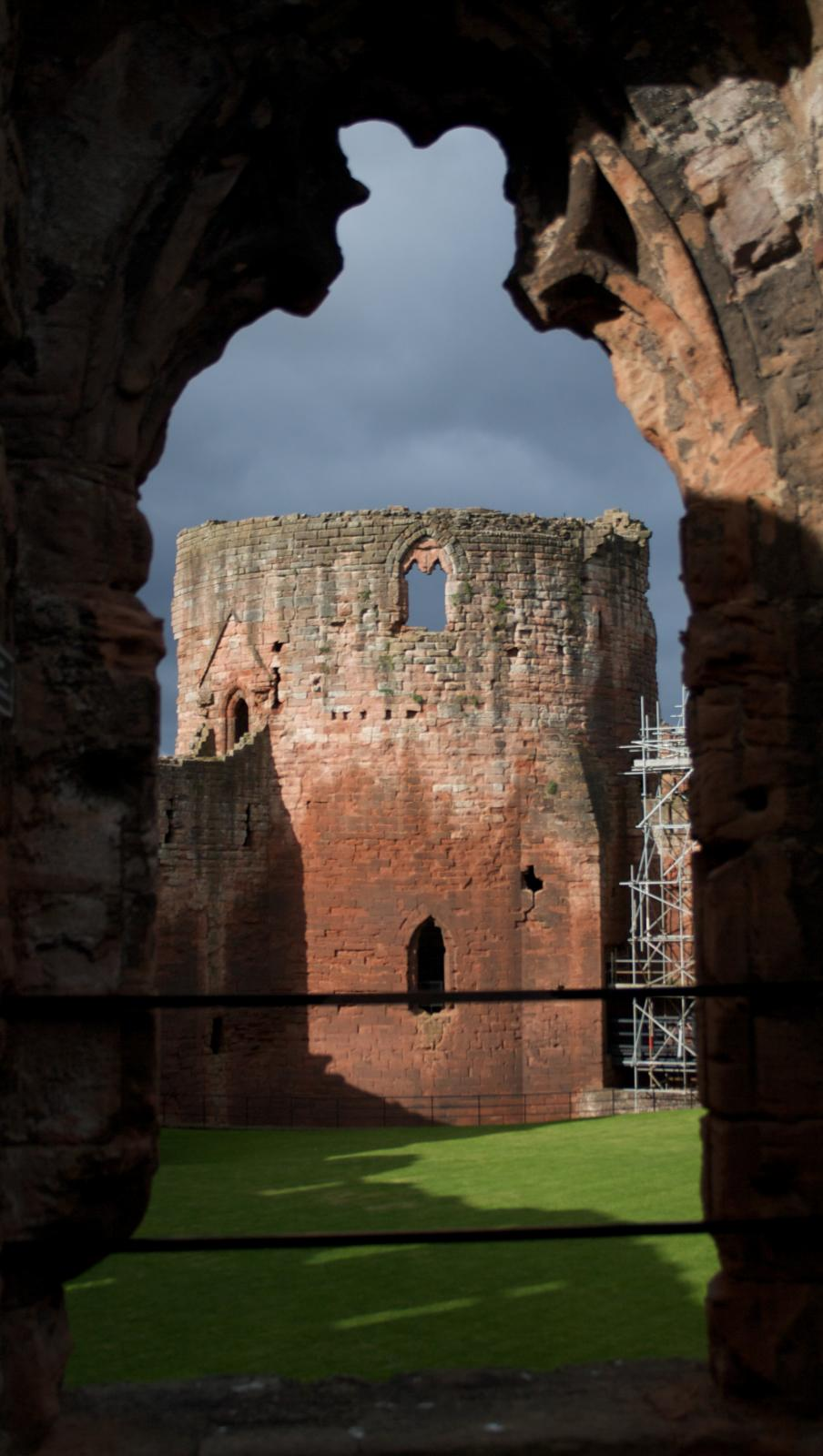
Der Zentralturm
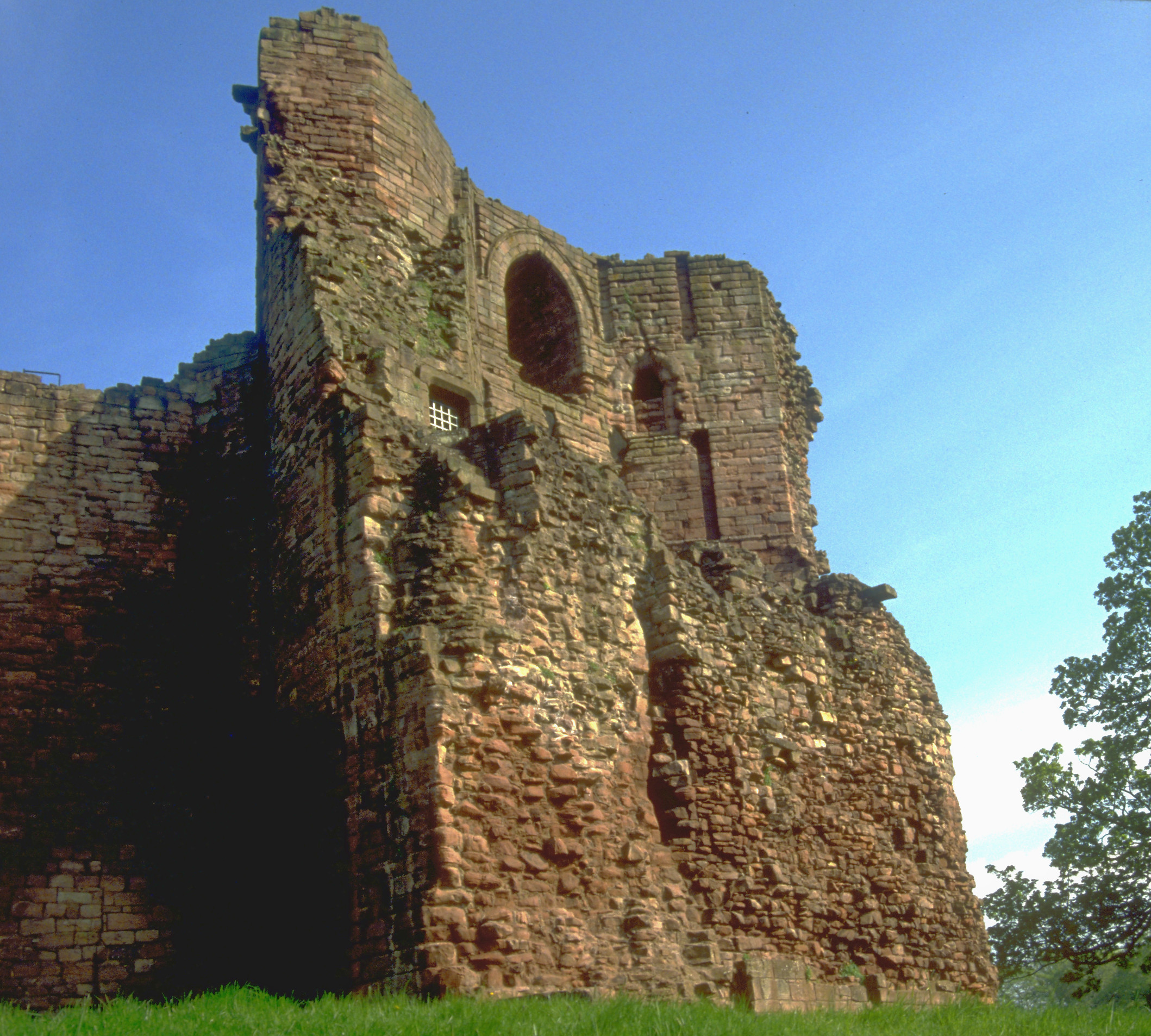
Außenansicht des Zentralturms
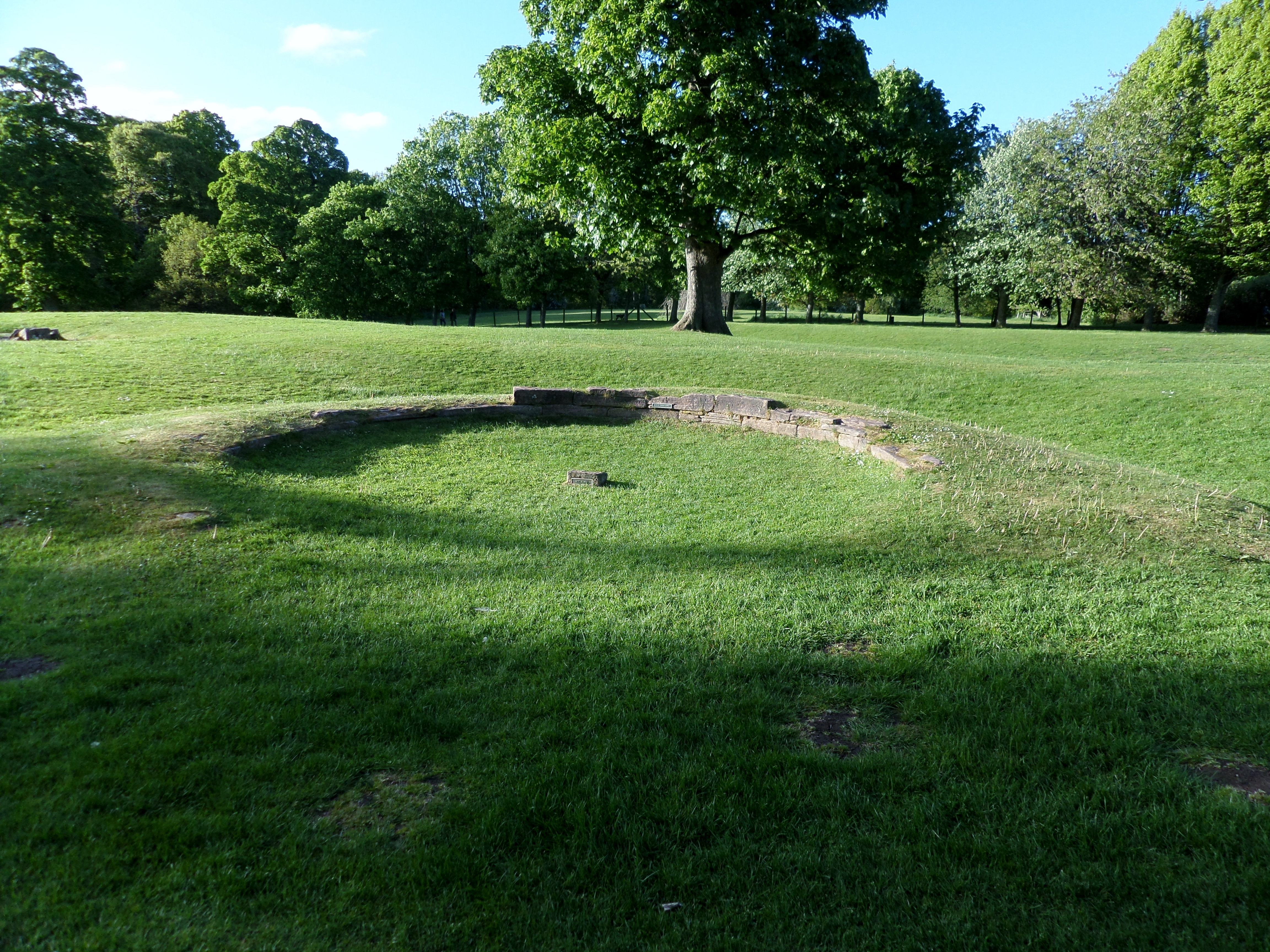
Fundamente eines unvollendeten Turmes
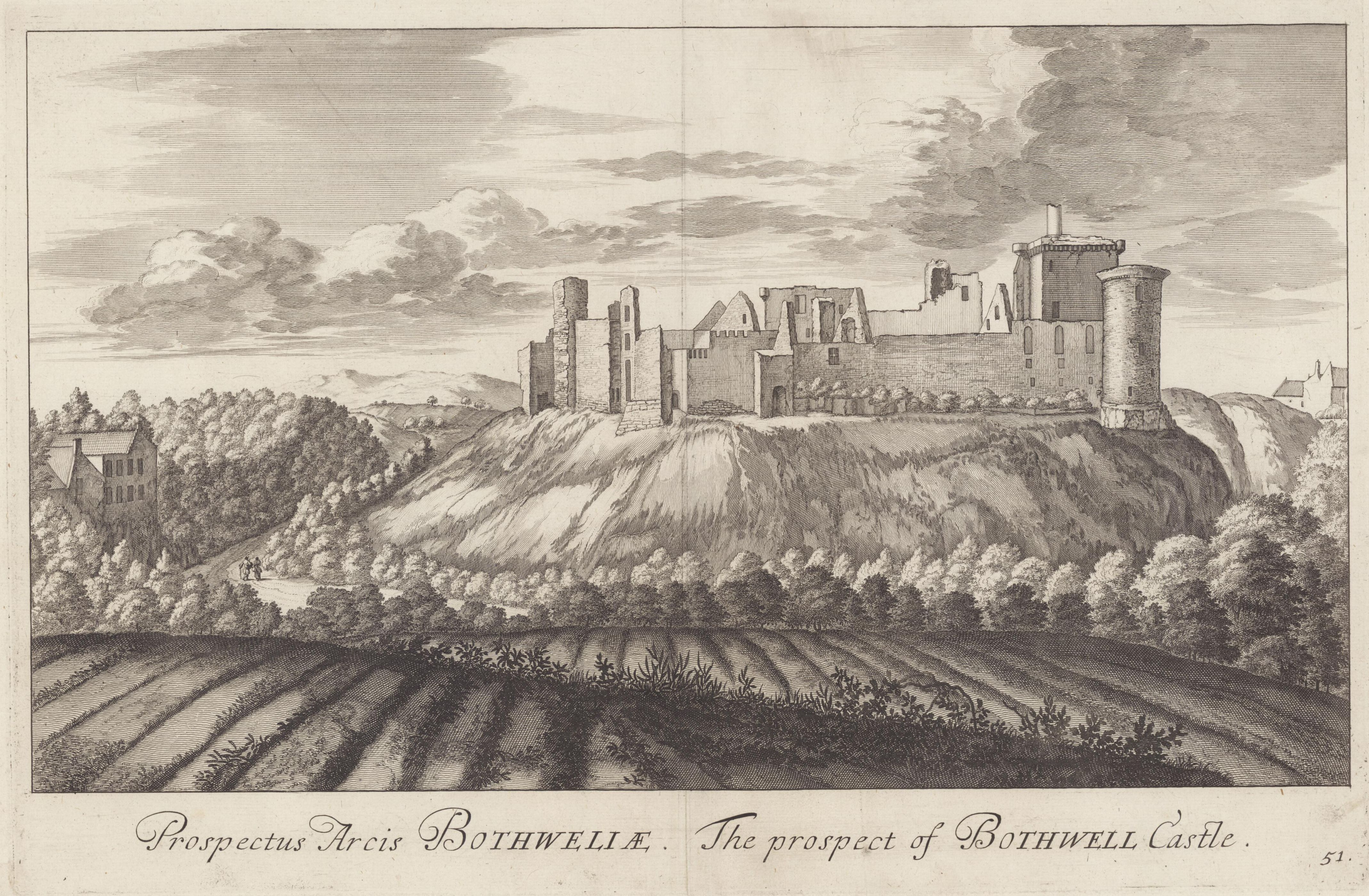
Zustand im 18. Jh., rechts hinter dem Douglas Tower der heute verschwundene große rechteckige Turm